# اندیس آنومالی کلیسا کندی ۱
آنومالی کلیسا کندی ۱ یک اندیس فلزی است که در حوالی شهر سیه چشمه استان آذربایجان غربی قرار دارد و مادهٔ معدنی موجود در آن، طلا است.سنگ میزبان این اندیس کنگلومرا است  